# Golden Glove

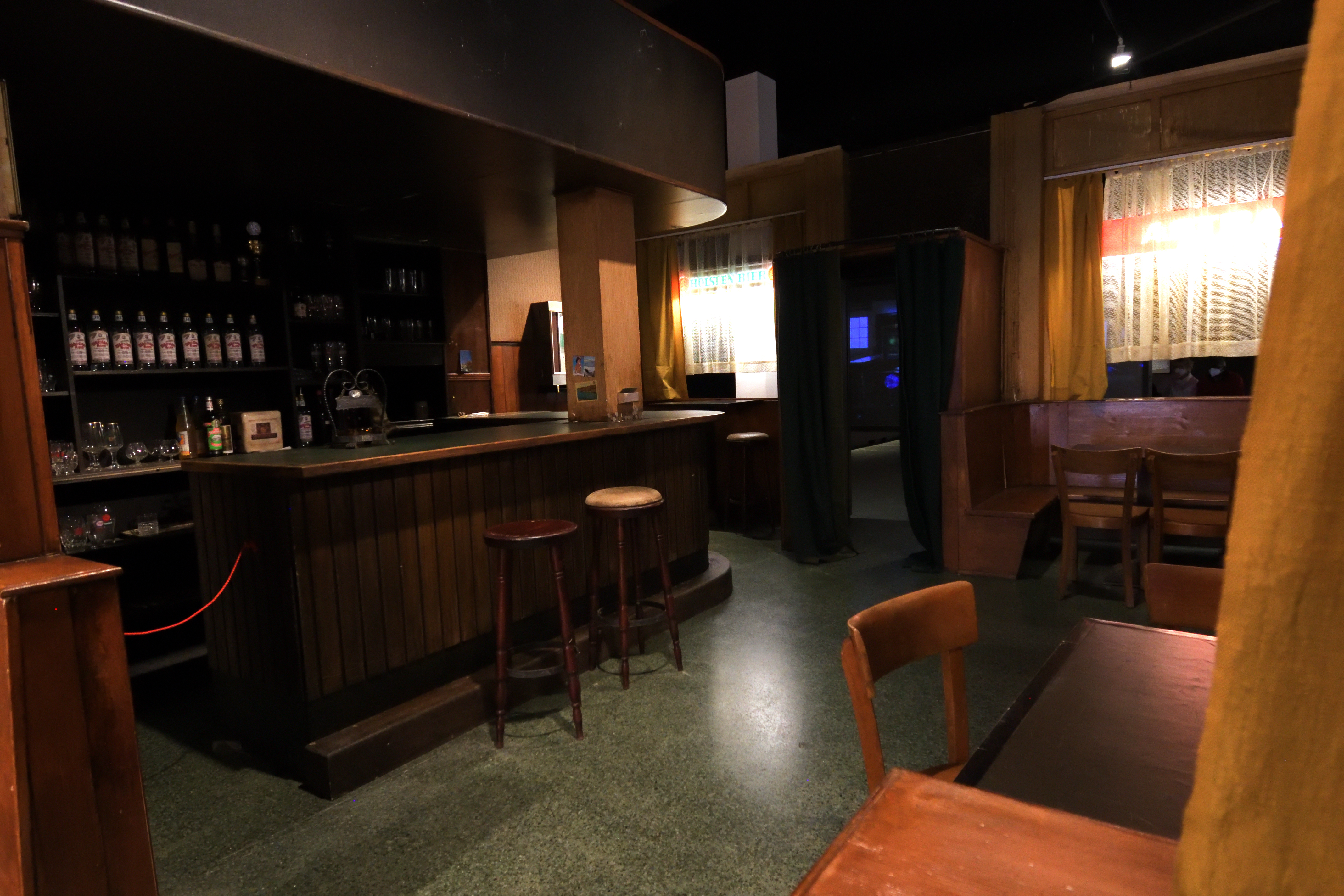
Décor de film du pub Zum Goldenen Handschuh

Pour plus de détails, voir Fiche technique et Distribution.
Golden Glove (Der Goldene Handschuh) est un drame horrifique franco-allemand écrit, coproduit et réalisé par Fatih Akın, sorti en 2019. Il s’agit de l’adaptation du roman allemand Der goldene Handschuh de Heinz Strunk (2016) et du portrait du tueur en série allemand Fritz Honka ayant tué au moins quatre prostituées du Reeperbahn à Hambourg en conservant les corps dans son appartement au début des années 1970.

## Synopsis
L'histoire se passe dans les années 1970 à Hambourg en Allemagne. Un bar, le « Golden Glove » (« Gant d'or »), accueille un habitué Fritz Honka qui malgré son air inoffensif est un véritable monstre traînant la nuit à la recherche de femmes seules…

## Fiche technique
Sauf indication contraire, les informations mentionnées dans cette section peuvent être confirmées par la base de données cinématographiques IMDb,  présente dans la section « Liens externes ».
- Titre original : Der goldene Handschuh
- Titre international : The Golden Glove
- Titre français : Golden Glove
- Réalisation et scénario : Fatih Akın, d’après le roman Der goldene Handschuh de Heinz Strunk (2016)
- Direction artistique : Tamo Kunz
- Décors : Seth Turner
- Costumes : Katrin Aschendorf
- Photographie : Rainer Klausmann
- Montage : Andrew Bird et Franziska Schmidt-Kärner
- Musique : F.M. Einheit
- Production : Fatih Akin et Nurhan Sekerci-Porst
- Sociétés de production : Bombero International ; Warner Bros. Film Productions Germany et Pathé (coproductions)
- Société de distribution : Warner Bros. (Allemagne) et Pathé (France)
- Pays de production :  Allemagne,  France
- Langues originales : allemand, grec
- Format : couleur - 35 mm
- Genre : drame horrifique
- Durée : 110 minutes
- Dates de sortie :
  - Allemagne : 9 février 2019 (Berlinale) ; 21 février 2019 (sortie nationale)
  - France : 26 juin 2019
- Interdit aux moins de 16 ans lors de sa sortie en France

## Distribution
- Jonas Dassler : Fritz Honka
- Margarethe Tiesel : Gerda Voss
- Katja Studt : Helga Denningsen
- Dirk Böhling : Soldaten-Nobert
- Hark Bohm : Dornkaat-Max
- Uwe Rohde : Herbert
- Lars Nagel : Nasen-Ernie
- Greta Sophie Schmidt : Petra Schulz
- Martina Eitner-Acheampong : Frida
- Jessica Kosmalla : Ruth
- Tilla Kratochwil : Inge
- Barbara Krabbe : Anna
- Philipp Baltus : pimp
- Marc Hosemann : Siggi Honka
- Adam Bousdoukos : Lefteris
- Tristan Göbel : Willi

## Accueil

### Festival et sorties
Ce film est sélectionné en compétition officielle et projeté le 9 février 2019 à la Berlinale, avant sa sortie nationale annoncée le 21 février 2019. En France, il sort le 26 juin 2019.

### Critique
En France, le site agrégateur Allociné recense une moyenne des critiques presse de 2,8/5.

### Box-office
- France : 5 503 entrées[3]

## Distinction

### Sélection
- Berlinale 2019 : sélection en compétition officielle.

### Documentation
- Dossier de presse Golden Glove